# غبينغا أكيناجبي
غبينغا أكيناجبي (بالإنجليزية: Gbenga Akinnagbe)‏ مواليد 12 ديسمبر 1978 في الولايات المتحدة، هو ممثل أمريكي بدأ مسيرته الفنية سنة 2002.

## الأعمال

### أفلام
- حافة الظلام (2010)
- يوم الاستقلال: عودة (2016)

### مسلسلات
- نمبرز (2007) (بدور: بن إليس)
- كولد كيس (2008) (بدور: فيكتور ناش)
- فرينج (2009)
- القانون والنظام: الوحدة الخاصة للضحايا (2009)
- ذا غود وايف (2010)
- الإبتدائية (2012) (بدور: جيريمي لوبيز)
- القانون والنظام: الوحدة الخاصة للضحايا (2012)

## روابط خارجية
- غبينغا أكيناجبي على موقع IMDb (الإنجليزية)
- غبينغا أكيناجبي على موقع ألو سيني (الفرنسية)
- غبينغا أكيناجبي على موقع أول موفي (الإنجليزية)
- غبينغا أكيناجبي على موقع أول موفي (الإنجليزية)
- غبينغا أكيناجبي على موقع قاعدة بيانات الأفلام السويدية (السويدية)
- غبينغا أكيناجبي على موقع قاعدة بيانات الفيلم (الإنجليزية)
- غبينغا أكيناجبي على موقع كينوبويسك (الروسية)